# 普萊森特維尤 (愛達荷州)
普萊森特維尤（英語：Pleasantview）是位於美國愛達荷州奧奈達縣的一個非建制地區。該地的面積和人口皆未知。

## 地理
普萊森特維尤的座標為42°09′22″N 112°20′16″W / 42.15611°N 112.33778°W，而該地的平均海拔高度為1367米（即4495英尺）。